# ماريو أند لويجي
ماريو أند لويجي (بالإنجليزية: Mario & Luigi)‏ هي سلسلة ألعاب فيديو فرعية تقمص الأدوار تم تطويرها بواسطة ألفادريم لأنظمة نينتندو المحمولة منذ عام 2003. تتميز السلسلة بألعاب ذات قصص طويلة ومفصلة مليئة بالمعارك التي تميز ماريو ولويجي كشخصيتين مميزتين. كما هو الحال في سلسلة بايبر ماريو، يركز نظام المعركة على التوقيت والهجمات المعقدة. بالمقارنة مع ألعاب أر بي جي الأخرى، فإن نغمة ألعاب ماريو أند لويجي بشكل عام أكثر غرابة وخفة، مع العديد من النكات داخل اللعبة والمراجع الكوميدية لتراث سلسلة ماريو.

## أسلوب اللعب

شعار سلسلة ماريو أند لويجي السابق.

تختلف طريقة لعب ماريو أند لويجي عن معظم ألعاب تقمص الأدوار الأخرى نظرًا لتركيزها على التحكم في ماريو ولويجي في وقت واحد. خلال أقسام العالم الأصلي، تتحكم لوحة الاتجاه في حركة ماريو مع متابعة لويجي عن كثب، بينما يتم التحكم في إجراءات ماريو ولويجي الأخرى بشكل فردي باستخدام أي من الأزرار المكونة من حرفين: A لـ ماريو وB لـ لويجي. تبدأ اللعبة بقدرتهم على القفز بشكل مستقل، على الرغم من وصولهم إلى المطارق ومجموعة متنوعة من التقنيات الأخرى مع تقدم اللعبة. على سبيل المثال، في سوبرستار ساجا، يمكن استخدام مطرقة لويجي لسحق ماريو إلى حجم أصغر، مما يسمح بالوصول إلى فجوات صغيرة، بينما يسمح لهم وضع ماريو على أكتاف لويجي بالتصرف مثل المروحة والتحليق عبر فجوات كبيرة. يتجول العديد من الأعداء في العالم الآخر، ويبدأ الاحتكاك مع هؤلاء الأعداء في بدء معركة. يسمح هبوط الضربة على العدو أثناء وجوده في العالم الآخر للاعب بإحداث ضرر استباقي، في حين أن العكس ممكن أيضًا.
تعتمد المعارك في هذه الألعاب على تقمص الأدوار. يمكن لماريو ولويجي الهجوم بشكل طبيعي إما عن طريق القفز، والذي يمكن أن يتسبب في ضربات متعددة، على الرغم من أنه عند استخدامه ضد الأعداء المغطاة بالنيران أو المسامير، سيتأذى ماريو أو لويجي بدلاً من العدو؛ أو بالمطرقة، التي تكون قوية ولكنها غير فعالة ضد الأعداء الطائرة. على غرار ألعاب ماريو تقمص الأدوار الأخرى (سوبر ماريو أر بي جي وسلسلة بايبر ماريو)، يمكن للاعبين الضغط على الأزرار لجعل هجماتهم أكثر فعالية، مثل كسب هجوم القفز الإضافي أو زيادة قوة المطرقة. تم تقديم في هذه السلسلة الطريقة التي يمكن لماريو ولويجي من خلالها الدفاع عن نفسيهما أثناء هجوم العدو. عندما يهاجم العدو، سيتمكن الأخوان إما من القفز أو استخدام المطرقة الخاصة بهم والتي، عند توقيتها بنجاح، تسمح لهم بتفادي هجماتهم وحتى إحداث أضرار مضادة (على سبيل المثال: إذا قفزوا فوق غومبا المشحون). خلال اللعبة، يمكن للاعبين فتح هجمات برذرز، والتي تستخدم نقاط برذرز (BP) التي تتطلب من اللاعبين التعاون بين إجراءات ماريو ولويجي لتنفيذ هجمات جماعية قوية. يمكن للاعبين أيضًا استخدام عناصر مثل سوبر مشروم للشفاء، والفلفل لتعزيز الإحصائيات، و 1أب مشروم لإحياء الأخوان الذين سقطوا. هزيمة الأعداء تكسب نقاط الخبرة التي تساعد الإخوة على رفع المستوى وزيادة إحصائياتهم، مع إعطاء اللاعبين الخيار لزيادة الإحصائيات الخاصة بسمة واحدة في كل مرة يتم فيها رفع المستوى. يمكن للاعبين تحسين إحصائياتهم من خلال تجهيز عتاد جديد للإخوان أو جعلهم يرتدون شارات تمنحهم سمات خاصة.
في باوزرز إنسايد ستوري، يصبح باوزر شخصية قابلة للعب ويتم التحكم فيها على الشاشة العلوية. يتم تقديم العالم داخل جسم باوزر، والذي يتم لعبه مع ماريو وبويجي، بأسلوب التمرير الجانبي ثنائي الأبعاد. يجب أن يتفاعل الأخوان أحيانًا بشكل مباشر مع باوزر حتى يتقدم اللاعب، ولديه فرص لزيارة العالم الآخر عبر أنابيب الانتقال مع تقدم الحبكة. في المعركة، يلعب باوزر بشكل مشابه لـ ماريو ولويجي، لكنه متخصص في اللكم وتنفس النار. يمكنه الاستنشاق لامتصاص الدفاعات والأعداء من أعلى الشاشة، على غرار كيربي، وهي شخصية من سلسلة نينتندو آخرى. أي أعداء يتم استنشاقه سيدخلون جسده، حيث سيقاتلهم ماريو ولويجي بدلاً من ذلك. يكتسب باوزر قدرات جديدة من خلال إنقاذ أتباعه في أقفاص، أو من خلال العثور على كتل حية تشبه القطط تسمى بليتيز. علاوة على ذلك، يلعب ماريو ولويجي العديد من الألعاب الصغيرة حيث يساعدون باوزر من داخل جسمه من أجل التقدم: على سبيل المثال، مركز السهم، حيث يضرب الأخوان عناصر تشبه الشرارة في عضلة لتقوية أذرع باوزر؛ المخفر الأمامي للساق، حيث يقومون بالدوس على عضلات الساق لتقوية أرجل العربة؛ وغوت تشيك، حيث يساعدان على هضم الطعام الذي تأكله باوزر. في موقع واحد، وهو رامب كوماند، يقوم اللاعب بتجميع الأدرينالين من أجل أن يحل محل باوزر إذا تم سحقه، مما يؤدي إلى نظام معركة جديد يتم فيه وضع نينتندو دي أس عموديًا مثل الكتاب وتتطلب جميع الهجمات القلم والميكروفون.
قدمت باوزرز إنسايد ستوري أيضًا نظام تصنيف جديدًا، حيث ستزداد رتبته بعد أن تصل الشخصية إلى مستوى معين. عند الوصول إلى هذه المعالم، ستحصل تلك الشخصية على مكافأة خاصة، مثل فتحة معدات إضافية، أو القدرة على زيارة متاجر معينة أو تلقي قطعة معينة من المعدات. لكل من ماريو ولويجي ستة صفوف، لكن باوزر لديه أربعة. تم أيضًا تغيير نظام الشارات من الألعاب السابقة، حيث أصبح يمتلك الآن تأثيرات يمكن لماريو ولويجي استخدامها من خلال شحن عداد بهجمات. عند ملء العداد، يمكن للاعبين لمس العداد لتفعيل تأثيره، والذي يختلف اعتمادًا على مجموعة الشارات المجهزة، مثل استعادة الصحة أو رفع الحالة.
يتطلب دريم تيم من ماريو أن يدخل عالم أحلام لويجي للتقدم خلال الحبكة. مثل جسم باوزر في اللعبة السابقة، تدور أحداث «عالم الأحلام» في بيئة ثنائية الأبعاد للتمرير الجانبي، حيث ينضم ماريو إلى نظير «دريمي» مع لويجي. خلال مراحل عالم الأحلام، سيجد اللاعبون ظواهر مختلفة تسمى «لويجناري وركس»، حيث يمكن لـ لويجي الحالم دمج نفسه للسماح للاعبين بالتفاعل مع البيئة من خلال لمس العالم الحقيقي لويجي على الشاشة التي تعمل باللمس. على سبيل المثال، يمكن للاعبين تعديل شارب لويجي للتلاعب بشجرة على شكل لويجي لقذف ماريو إلى مناطق جديدة بفروعها، أو جعل لويجي يعطس لخلق عاصفة من الرياح تهب الكتل في المقدمة. يمكن لماريو أيضًا تولي قيادة كومة من لويجيز تُعرف باسم «لويجينودز»، والتي تكتسب قدرات وأشكالًا جديدة مع تقدم اللعبة، مثل تحطيم الكتل، وإنشاء زوابع، ودحرجة التلال. أيضًا في عالم الأحلام، يمكن أن يتحد ماريو مع لويجي الحالم في المعركة ويقاتل مجموعات كبيرة من الأعداء بمساعدة لويجينودز، مما يسمح له بمهاجمة أعداء متعددين بهجمات ناجحة.
في بايبر جام، ينضم بايبر ماريو، وهو عرض شبيه بالورق لماريو شوهد في سلسلة بايبر ماريو على أنه شخصية منفصلة، إلى نظيره العادي ولويجي لتشكيل فريق من ثلاثة. يمكنه استخدام جسمه الورقي الرقيق لأداء أفعاله الفريدة، مثل الضغط عبر الفجوات الضيقة أو التحول إلى طائرة ورقية في المعركة لمساعدة الإخوة. يمكنه أيضًا استخدام نسخ منه، مما يسمح له بإلحاق ضرر إضافي أو مهاجمة أعداء متعددين في وقت واحد، بالإضافة إلى استخدام تقنيات خاصة تسمى «الهجمات الثلاثية» حيث يهاجم ماريو ولويجي معًا. هناك أيضًا أقسام يتحكم فيها اللاعبون في إصدارات الورق العملاقة من ماريو ولويجي وبيتش ويوشي لمحاربة أعداء آخرين في صناعة الورق.

## الألعاب

### السلسلة الرئيسية
- ماريو أند لويجي: سوبرستار ساجا كانت أول لعبة في هذه السلسلة، وتم إصدارها في عام 2003 لـ غيم بوي أدفانس. في اللعبة، قام اثنان من الأشرار الجدد، كاكليتا وفاوفل، بسرقة صوت الأميرة بيتش. يقفز ماريو ولويجي إلى الإثارة ويسافران إلى مملكة الفول لإيقافهما. اكتشف لاحقًا أن كاكليتا قد سرق صوت بتيش لإيقاظ بينستار، وهو نجم قوي يمكنه أن يمنح كل الرغبات، مثل السماح لـ كاكليتا بحكم العالم، الذي يوقظه صوت نقي. تصادف أن الأميرة بيتش هي صاحبة الصوت «النقي».
- ماريو أند لويجي: بارتنرز إن تايم تكملة لسابقتها تم إصدار اللعبة في عام 2005 على نينتندو دي أس. تركز هذه اللعبة على مملكة الفطر في الماضي، أثناء غزو جنس فضائي معروف باسم شروبس. غير مدركة للخطر، تستخدم الأميرة بيتش آلة الزمن التي بناها الأستاذ إي جاد للسفر إلى الماضي، حيث تم القبض عليها على الفور من قبل الزعيمة الغريبة، الأميرة شروب. كفريق واحد مع بيبي ماريو وبيبي لويجي، وماريو ولويجي. انطلقوا لهزيمة شروبس وإنقاذ بيتش، باستخدام حفر الزمن التي أنشأتها آلة الزمن المعطلة للسفر ذهابًا وإيابًا عبر الزمن.
- ماريو أند لويجي: باوزرز إنسايد ستوري تم الإعلان عن اللعبة الثالثة، في المؤتمر الصحفي لـ نينتندو فال في 2 أكتوبر 2008.[2] بينما لا يزال ماريو ولويجي قابلين للعب، يصبح باوزر أيضًا بطلًا رئيسيًا في هذه اللعبة حيث يحاول استعادة كل من الفطر وممالك الكوبا من فاوفل، الذي استخدم تفشي مرض يُعرف باسم بلوربس كفرصة لإطلاق شره. مؤامرة للسيطرة على العالم. أعطى فاوفل فيما بعد باوزر فراغًا فطرًا، مما يجعل باوزر يستنشق كل شيء من حوله، بما في ذلك ماريو ولويجي والأميرة بيتش وشخصيات أخرى.
- ماريو أند لويجي: دريم تيم تم الإعلان عن اللعبة الرابعة، خلال 14 فبراير 2013 في نينتندو دايركت.[3][4] بسبب التحول إلى رسومات ثلاثية الأبعاد على نينتندو 3دي أس، تستخدم اللعبة أسلوبًا فنيًا جديدًا. في هذه اللعبة، يذهب ماريو ولويجي والأميرة بيتش وتودسورث في رحلة إلى جزيرة بيللو، حيث حول ملك الخفافيش أنتاسما العديد من السكان إلى حجر، ويختطف الأميرة بيتش. من أجل إنقاذ قوم جزيرة بيللو والأميرة، يجب على ماريو استكشاف العالم الحقيقي ثلاثي الأبعاد وعالم التمرير الجانبي في أحلام لويجي.
- ماريو أند لويجي: بايبر جام تم الإعلان عن الدفعة الخامسة، خلال حدث نينتندو في معرض الترفيه الإلكتروني 2015 الرقمي، ويتميز بوجود تشارك مع سلسلة بايبر ماريو. تتضمن القصة تعثر لويجي بطريق الخطأ في كتاب وإطلاق شخصيات من سلسلة بايبر ماريو في عالم ماريو أند لويجي. قرر باوزر وبايبر باوزر، على الرغم من بعض الخلافات، التعاون معًا والجمع بين جيوش كوبا تروب الخاصة بهم واختطاف بيتش وبايبر بيتش. وهكذا، تعاون ماريو ولويجي مع بايبر ماريو لإنقاذ الأميرات، وكذلك تود الورقية. هذه هي اللعبة الأولى في السلسلة التي تتوافق مع لعبة أميبو.

### ألعاب معادة التصنيع
- ماريو أند لويجي: سوبرستار ساجا + باوزرز مينيون تم الإعلان عنه خلال البث الشبكي المباشر لـ نينتندو تري هاوس لايف في معرض الترفيه الإلكتروني 2017، تم إصدار نسخة جديدة من سوبرستار ساجا لـ نينتندو 3دي أس. يتميز برسومات مجددة ومحدثة تشبه دريم تيم وبايبر جام (بما في ذلك استخدام تأثيرات الإضاءة الإضافية)، فضلاً عن الموسيقى المعاد تسجيلها. توجد أيضًا قصة لم يتم سردها سابقًا في وضع جديد يسمى مينيون كويست: ذا سيرتش أوف باوزر، حيث يتحكم اللاعبون في أعضاء جيش باوزر في محاولة لجمع شمل قواته وحشدها والعثور على باوزر، في مغامرة تعتمد على ميكانيكا جديدة، مع قيادة الكابتن غومبا القضية. تتميز اللعبة بوظيفة أميبو، مرتبطة بتماثيل ثلاثة أعداء لـ غومبا الأصلي وبوو وكوبا تروبا.
- ماريو أند لويجي: باوزرز إنسايد ستوري + باوزر جونيورز جورني تم الإعلان عنه خلال نينتندو دايركت في 8 مارس 2018، هذا الإصدار الجديد من باوزرز إنسايد ستوري تم إصداره لـ نينتندو 3دي أس في عام 2019. مثل سوبر ستار ساجا + باوزرز مينيون، فهي تتميز برسومات وموسيقى مجددة ومحدثة، وتضيف في العديد من تم إدخال تحسينات في دريم تيم، وتتميز بقصة لم يروها من قبل حيث يتحكم اللاعبون في باوزر جونيور في مغامرته الخاصة.[5]

## الملاحظات
1. ↑  تسمى في اليابان: ماريو أند لويجي أر بي جي (بالإنجليزية: Mario & Luigi RPG‎؛ باليابانية: マリオ＆ルイージ؟)